# Пилар-ду-Сул
Пилар-ду-Сул (порт. Pilar do Sul)  —  муниципалитет в Бразилии, входит в штат Сан-Паулу. Составная часть мезорегиона Макрорегион агломерации Сан-Паулу. Входит в экономико-статистический  микрорегион Пьедади. Население составляет 27 244 человека на 2006 год. Занимает площадь 682,395 км². Плотность населения — 39,9 чел./км².

## История
Город основан 5 ноября 1936 года.

## Статистика
- Валовой внутренний продукт на 2003 составляет 181.582.690,00 реалов (данные: Бразильский институт географии и статистики).
- Валовой внутренний продукт на душу населения на 2003 составляет 7.056,41 реалов (данные: Бразильский институт географии и статистики).
- Индекс развития человеческого потенциала на 2000 составляет 0,774 (данные: Программа развития ООН).

## География
Климат местности: субтропический. В соответствии с классификацией Кёппена, климат относится к категории Cfa.